# Skazka pro vljubljonnogo maljara
Skazka pro vljubljonnogo maljara (russisk: Сказка про влюблённого маляра) er en sovjetisk spillefilm fra 1987 af Nadesjda Kosjeverova.

## Medvirkende
- Nikolaj Stotskij som Makar
- Nina Urgant
- Olga Volkova som Drizofila
- Valerij Ivtjenko som Kosjjej
- Jekaterina Golubeva som Katjusja